# 이성득 (정치인)
이성득(李聖得, 1899년 ~ 1985년 4월 16일)은 대한민국의 정치인이다.

## 학력
- 휘문의숙 졸업

## 약력
- 민선 개성시장
- 제4대 전라북도지사
- 제헌 국회의원

## 역대 선거 결과
|  | 40.00% |

|  | 0% |

|  | 1.49% |

|  | 1.13% |

## 참고 자료
- 《대한민국 의정총람》, 국회의원총람발간위원회, 1994년
- 이성득 - 대한민국헌정회

| 전임 김가전 | 제4대 전라북도지사 1951년 10월 29일 ~ 1952년 9월 16일 | 후임 이요한 |